# Lasy Janowskie

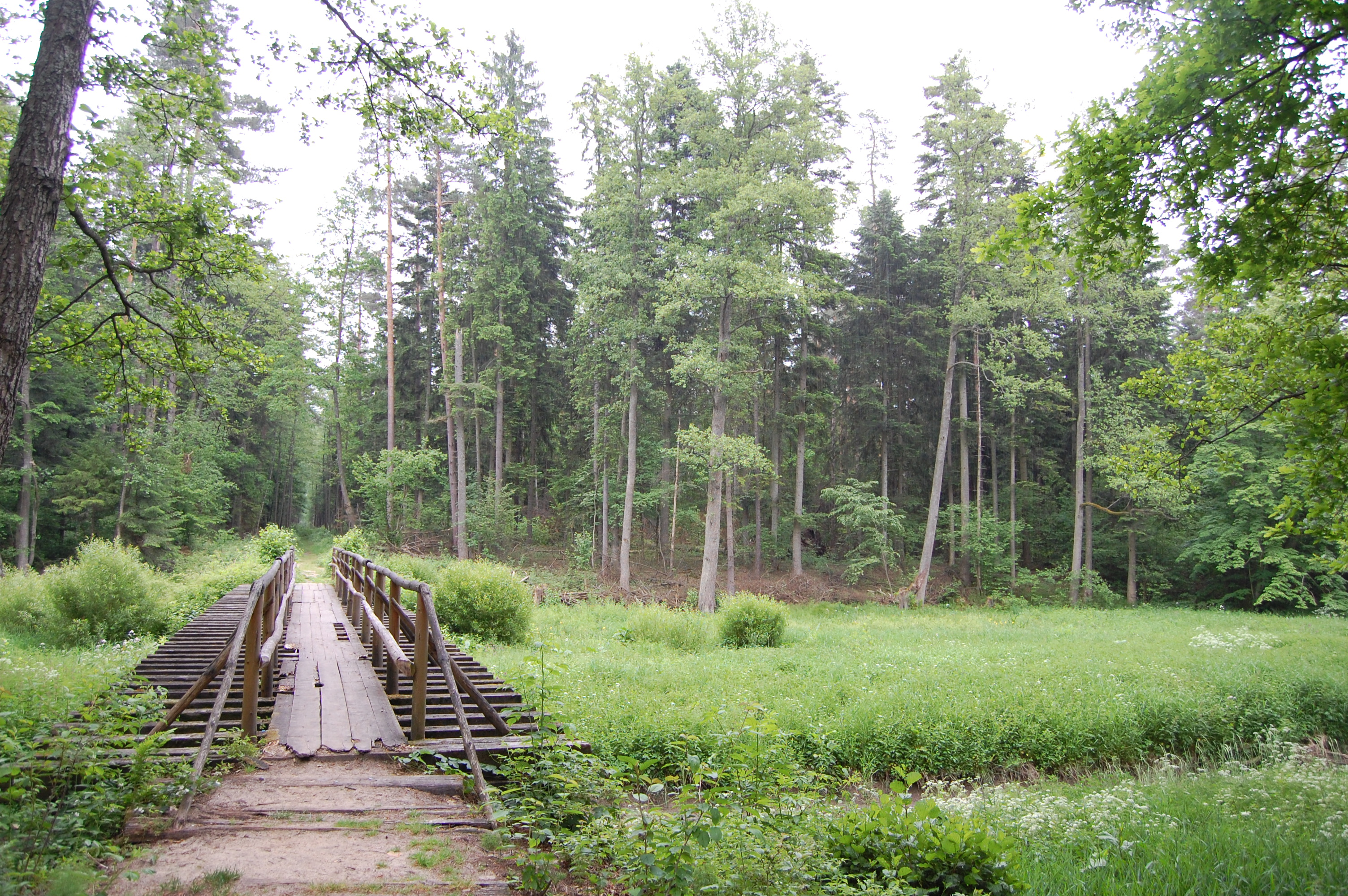
Lasy Janowskie, okolice Porytowego Wzgórza

Lasy Janowskie (również Lasy Janowskie i Lipskie) – wielki obszar leśny położony w północnej części Kotliny Sandomierskiej, na pograniczu województw: lubelskiego i podkarpackiego. Stanowi zachodnią część kompleksu leśnego Puszczy Solskiej.
Lasy Janowskie rozciągają się od okolic Borowa nad Wisłą do okolic Biłgoraja, gdzie graniczą z właściwą Puszczą Solską. Położone na Równinie Biłgorajskiej, ciągną się szerokim pasem, równoległym do Doliny Sanu na południu i Wzniesień Urzędowskich na północy. Największymi miastami regionu są Biłgoraj i Janów Lubelski.
W Lasach Janowskich przeważają bory sosnowe i lasy mieszane. Gleby stanowią głównie piaski tworzące śródlądowe wydmy oraz gleby bielicowe i iły. Liczna zwierzyna – łowiska. Miejsce lubiane przez miłośników grzybobrania.

## Historia
W okresie II wojny światowej teren walk między niemieckimi oddziałami wojska i policji a oddziałami partyzanckimi Armii Krajowej, Batalionów Chłopskich i Armii Ludowej oraz partyzantki radzieckiej. Niemieckie akcje przeciwpartyzanckie prowadzone były w ramach operacji o kryptonimie: Sturmwind I (11–15 czerwca 1944) i Sturmwind II (16–25 czerwca 1944). Po II wojnie miejsce walk żołnierzy wyklętych – m.in. oddziału NZW pod komendą Adama Kusza („Garbatego”) z siłami UB i KBW.
W 1984 utworzono Park Krajobrazowy Lasy Janowskie, a w 1994 – Leśny Kompleks Promocyjny Lasy Janowskie.

## Ostoja ptaków
Od 2010 BirdLife International uznaje Lasy Janowskie za ostoję ptaków IBA pod nazwą Janów forests. Na uznaniu obszaru za ostoję zaważyło występowanie czterech gatunków: głuszca (Tetrao urogallus), bociana czarnego (Ciconia nigra), bączka (Ixobrychus minutus) oraz lelka zwyczajnego (Caprimulgus europaeus). Występuje tam m.in. podgorzałka zwyczajna (Aythya nyroca; 2–3 pary wg danych z ok. 2009 i derkacz zwyczajny (Crex crex)). Prócz wspomnianych gatunków w lasach gnieździ się również lerka (Lullula arborea), dzięcioł czarny (Dryocopus martius), świergotek drzewny (Anthus trivialis), bielik zwyczajny (Haliaeetus albicilla) orlik krzykliwy (Clanga pomarina) i kania czarna (Milvus migrans). Na stawach w okolicach Momotów (Momoty Górne i Momoty Dolne) swoje kolonie mają śmieszki (Chroicocephalus ridibundus). Łatwo można również spotkać żurawia (Grus grus), zaś we wrześniu i na początku października można w rezerwacie spotkać migrującego rybołowa (Pandion haliaetus).

## Atrakcje turystyczne
W Szklarni znajduje się hodowla koników biłgorajskich. Na terenie ostoi znajdują się szlaki rowerowe. Ponadto na terenie kompleksu leśnego znajduje się Rezerwat przyrody Imielty Ług, który z kolei jest częścią Parku Krajobrazowego Lasy Janowskie. W Gielni znajduje się stanowisko modrzewia polskiego (Larix polonica). Atrakcją off-roadową jest Trakt Janowski.